# Hammersmith ist raus
Hammersmith ist raus ist ein amerikanischer Spielfilm (Schwarze Komödie, Faust-Geschichte) von Peter Ustinov aus dem Jahre 1972. Im Original hieß er Hammersmith is out.

## Handlung
Ort der Handlung ist Texas, die Zeit die Gegenwart. Billy Breedlove, Pfleger in einem psychiatrischen Krankenhaus, verfällt zur gleichen Zeit zwei Personen: der sex- und heiratsbesessenen Kellnerin Jimmie Jean Jackson und Hammersmith, einem seiner Patienten, der in der geschlossenen Abteilung in einer Zwangsjacke gehalten wird. Hammersmith ist schwer kriminell und wird aufgrund der unheimlichen Macht, die er ausstrahlt, von anderen Menschen gemieden. Als Hammersmith Billy, der sich bald als faustischer Charakter zeigt, zur Belohnung Ruhm und Vermögen verspricht, verhilft der ihm zur Freiheit. Jimmie Jean begleitet sie auf der Flucht, in deren Verlauf Hammersmith, um sein Versprechen einzulösen, stiehlt, mordet und Billy zu Karrieren als Barbesitzer, Firmenboss, Ölindustrieller, Financier und Botschafter verhilft.
Während Billy Jimmie Jean im Laufe der Zeit immer mehr hasst, gewinnt Hammersmith Interesse an ihr, schwängert sie und sorgt dafür, dass Billy beim Wasserski einen schweren Unfall erleidet und sich schließlich umbringt.
Am Ende wird Hammersmith vom Leiter des Krankenhauses aufgespürt und muss in die Psychiatrie zurückkehren, wo er nunmehr einem anderen Pfleger großartige Versprechungen macht…

## Kritik
„Was als systemkritische Allegorie auf das Böse und die Gier gedacht ist, entpuppt sich als allzu aufdringliche und bedeutungsschwangere ‚Faust‘-Paraphrase. Der Ton ist zu verblasen, der Stil zu langfädig und umständlich, so daß es beim forcierten Bemühen bleibt.“

## Produktion und Rezeption
Die Dreharbeiten für den in Farbe und 35 mm produzierten Film fanden in Cuernavaca, Mexiko statt. Finanziert wurde er von John Crean, einem Hersteller von Wohnmobilen und Mobilhäusern (Fleetwood Enterprises). Für den Regisseur, Peter Ustinov, war es die zweite Zusammenarbeit mit dem Leinwandpaar Taylor/Burton; 1967 waren die drei Schauspieler gemeinsam in dem Film Die Stunde der Komödianten aufgetreten.
Hammersmith ist raus wurde in den USA am 12. Mai 1972 uraufgeführt. In der Bundesrepublik Deutschland erfolgte die Erstaufführung im Rahmen der Berlinale im Juni 1972. Der Film war ein kommerzieller Misserfolg.
Hammersmith ist raus ist der letzte Kinofilm, in dem Taylor und Burton gemeinsam zu sehen waren. 1973 folgte nur noch ein gemeinsamer Fernsehfilm, Seine Scheidung – ihre Scheidung.

## Auszeichnungen
- Silberner Bär der Berlinale für Elizabeth Taylor
- Nominierung für den Goldenen Bär der Berlinale für Peter Ustinov
- Nominierung für den Writers Guild of America Award für Stanford Whitmores Drehbuch